# 原人参三醇
原人参三醇（Protopanaxatriol，PPT）是一种甾体化合物，分子式C
30H
52O
4，具有达玛烷骨架。是人参三醇型人参皂苷的骨架分子。20号位的羟基和侧链烯键环合得到人参三醇。
在大鼠中，本品口服生物利用率约3.7%，半衰期为0.80小时（作为原人参二、三醇均有的混合提取物喂食）。本品不耐酸，在胃液和pH 1.2的缓冲液中都会分解，37°C下4小时分解40%。